# Olmedilla de Alarcón
Olmedilla de Alarcón es un municipio español de la provincia de Cuenca, en la comunidad autónoma de Castilla-La Mancha, ubicado en la ribera izquierda del río Júcar. Se encuentra entre Motilla del Palancar y Buenache de Alarcón, muy cerca de Alarcón, localidad de la que dependió históricamente. Pertenece a la comarca de la Manchuela conquense.

## Demografía
Olmedilla de Alarcón cuenta con una población de 128 habitantes (INE 2024).
| Gráfica de evolución demográfica de Olmedilla de Alarcón entre 1842 y 2021 |
| |
| Población de derecho según los censos de población del INE Población de hecho según los censos de población del INEEntre el censo de 1950 y el anterior, crece el término del municipio porque incorpora a Gascas |

## Monumentos
Tiene la iglesia parroquial dedicada a San Pedro y San Pablo, de comienzos del siglo XVIII; en la fachada figura como fecha de finalización el año 1721. La iglesia consta de una única nave y tiene un pórtico de sillería, así como una espadaña. En su interior se han encontrado pinturas al fresco, que son una alegoría a la batalla de Lepanto y el arma de los Castañeda en la zona del coro. También poseía una pila bautismal de estilo románico que actualmente se conserva en el Museo Arqueológico de Cuenca.
A pocos kilómetros del núcleo urbano, se encontró una necrópolis ibérica en la que se halló principalmente cerámica decorada y fíbulas; los restos hallados están en el Museo Arqueológico de Cuenca. En el mismo pueblo se encontraron dos jarras, expuestas en el mismo museo; parecen vinculadas a un yacimiento tardorromano.

## Fiestas y tradiciones
Sus fiestas patronales se celebran a mediados de agosto, entre los días 13 y 19. Están dedicadas a San Roque, patrón del pueblo. El tercer domingo de enero se celebran las fiestas denominadas de El Niño, dedicadas al Niño Jesús.
Desde 2010, el primer sábado de agosto tiene lugar en Olmedilla una fiesta en homenaje a los habitantes de Gascas, pueblo ribereño del Júcar que desaparició cuando se construyó el pantano de Alarcón. Las ruinas del pueblo, visibles cuando el nivel de las aguas baja, pertenecen al término municipal de Olmedilla, y parte de sus habitantes, que se dispersaron por toda España, se instalaron en Olmedilla. La inauguración de un monolito en 2010, en el punto de la orilla del pantano más cercano al pueblo, originó un encuentro de gasqueños y descendientes de gasqueños que, desde entonces, se viene celebrando.
En Semana Santa, se conmenmora la resurrección durante el sábado de gloria y hay comida, cena y baile.
El 15 de mayo se celebra San Isidro ya que es un pueblo agrícola.
El 6 de diciembre se celebra la Constitución.

## Curiosidades
- Como anécdota, contar que el viajero valenciano Antonio Ponz, habla de Olmedilla en su libro "Viage de España", Tomo III, Carta séptima, página 183, donde dice: "17. La tarde que salí de Bonache caminé dos leguas hasta Alarcon, atravesando el pueblo de la Olmedilla, que está en el camino real de Madrid á Valencia, como á la mitád de él. El tal lugar se llama la Olmedilla de Gazcas, por otro inmediato que hay llamado Gazcas, creo que á la orilla del Jucar, y me lo alabaron por sus huertas. Tambien me dixeron que allí había una lápida del sepulcro de un Scipion; y como me añadieron, que se había puesto por fundamento de un molino, no me hizo fuerza esta noticia".[7]

- En los alrededores la población cayó un meteorito condrítico, en 1929. El peso total del meteorito era de 40 kg.
- Tiene un Parque Fotovoltaico.

## Política

### Alcaldes
| Alcalde                         | Partido político | Año inicio | Año fin |
| ------------------------------- | ---------------- | ---------- | ------- |
| José Luis Maíz Socuellamos      | PP               | 1979       | 1983    |
| José Luis Maíz Socuellamos      | PP               | 1983       | 1987    |
| José Luis Maíz Socuellamos      | PP               | 1987       | 1991    |
| José Luis Maíz Socuellamos      | PP               | 1991       | 1995    |
| Jesús Gascón Herreros           | PSOE             | 1995       | 1999    |
| Jesús Gascon Herreros           | PSOE             | 1999       | 2003    |
| María Pilar Navarro Tebar       | PSOE             | 2003       | 2007    |
| Jesús Javier Fernández Herreros | PP               | 2007       | 2011    |
| María Pilar Navarro Tebar       | PSOE             | 2011       | 2015    |
| María Pilar Navarro Tebar       | PSOE             | 2015       | 2019    |
| María Pilar Navarro Tebar       | PSOE             | 2019       | 2023    |
| Pedro Valverde Martínez         | PSOE             | 2023       | 2027    |

### Resultados electorales
1979
| CANDIDATURA | VOTOS | CONCEJALES |
| ----------- | ----- | ---------- |
| PCE         | 68    | 3          |
| UCD         | 111   | 4          |

1983
| CANDIDATURA | VOTOS | CONCEJALES |
| ----------- | ----- | ---------- |
| PCE         | 42    | 2          |
| APIC        | 70    | 4          |
| AP-PDP-UL   | 35    | 1          |

1987
| CANDIDATURA                                                 | VOTOS | CONCEJALES |
| ----------------------------------------------------------- | ----- | ---------- |
| PDP-AAI (Partido democrático popular- alianza agricultores) | 98    | 5          |
| PSOE                                                        | 58    | 2          |

1991
| CANDIDATURA | VOTOS | CONCEJALES |
| ----------- | ----- | ---------- |
| PP          | 97    | 4          |
| PSOE        | 81    | 3          |

1995
| CANDIDATURA | CANDIDATO/A                     | VOTOS | ELECCION CONCEJAL          |
| ----------- | ------------------------------- | ----- | -------------------------- |
| PSOE        | JESÚS GASCÓN HERREROS           | 86    | SI                         |
| PSOE        | ANGEL ZAMORA LUCAS              | 79    | SI                         |
| PSOE        | VALERIANO NAVARRO GARCIA        | 78    | SI                         |
| PSOE        | MANUEL LOPEZ JAEN               | 74    | SI-(fallece)               |
| IOA         | HILARIO GARCIA CAÑADAS          | 67    | SI                         |
| IOA         | ANTONIO DE DIOS MARTINEZ        | 66    | NO- SI(Tras muerte Manuel) |
| IOA         | GERARDO HERREROS HERREROS       | 64    | NO                         |
| IOA         | IGNACIO VERGARA TOLEDO          | 62    | NO                         |
| PP          | PEDRO HERREROS HERREROS         | 19    | NO                         |
| PP          | VICENTE MARTINEZ CAÑADA         | 8     | NO                         |
| PP          | ESTEBAN FRANCISCO CUENCA ROMERO | 8     | NO                         |
| PP          | ROMAN MARTINEZ FERNANDEZ        | 4     | NO                         |

1999
| CANDIDATURA | CANDIDATO/A                     | VOTOS | ELECCIÓN CONCEJAL |
| ----------- | ------------------------------- | ----- | ----------------- |
| PSOE        | JESUS GASCON HERREROS           | 72    | SI                |
| PSOE        | ANGEL ZAMORA LUCAS              | 70    | SI                |
| PSOE        | HILARIO GARCIA CAÑADAS          | 67    | SI                |
| PSOE        | ANTONIO MARTINEZ SOCUELLAMOS    | 62    | SI                |
| PP          | PEDRO HERREROS HERREROS         | 44    | SI                |
| PP          | ISABEL HERREROS PARRILLA        | 42    | NO                |
| PP          | JUAN MANUEL SENDIN DEL PORTILLO | 41    | NO                |
| PP          | JOSE GARCIA CANCEDO             | 36    | NO                |

2003
| CANDIDATURA | CANDIDATO/A                         | VOTOS | ELECCIÓN CONCEJAL |
| ----------- | ----------------------------------- | ----- | ----------------- |
| PSOE        | ENRIQUE CARRION PEREZ               | 73    | SI                |
| PSOE        | MARIA PILAR NAVARRO TEVAR           | 72    | SI                |
| PSOE        | HILARIO GARCIA CAÑADAS              | 67    | SI                |
| PSOE        | JESUS GASCON HERREROS               | 65    | SI                |
| IXC         | FRANCISCO MODESTO VALVERDE MARTINEZ | 39    | SI                |
| IXC         | JOSE JUAN MARTINEZ SOCUELLAMOS      | 28    | NO                |
| IXC         | MIGUEL ANGEL VALVERDE MARTINEZ      | 27    | NO                |
| PP          | ANTONIO HERREROS PARRILLA           | 31    | NO                |
| PP          | JOSE GARCIA CANCEDO                 | 18    | NO                |
| PP          | JESUS JAVIER GARCIA LARRODA         | 8     | NO                |

2007
| CANDIDATURA | CANDIDATO/A                         | VOTOS | ELECCION CONCEJAL |
| ----------- | ----------------------------------- | ----- | ----------------- |
| PP          | JESUS JAVIER FERNANDEZ HERREROS     | 56    | SI                |
| PP          | GERARDO HERREROS HERREROS           | 53    | SI                |
| PP          | MARIA DOLORES SOCUELLAMOS GARCIA    | 48    | SI                |
| PP          | EMILIANA CUENCA REDONDO             | 48    | NO                |
| PSOE        | FRANCISCO MODESTO VALVERDE MARTINEZ | 57    | SI                |
| PSOE        | MARIA PILAR NAVARRO TEVAR           | 55    | SI                |
| PSOE        | ENRIQUE CARRION PEREZ               | 47    | NO                |
| PSOE        | ANTONIO LOPEZ AYUSO                 | 45    | NO                |

2011 
| CANDIDATURA | CANDIDATO/A                         | VOTOS | ELECCIÓN CONCEJAL |
| ----------- | ----------------------------------- | ----- | ----------------- |
| PSOE        | MARIA PILAR NAVARRO TEVAR           | 58    | SI                |
| PSOE        | FRANCISCO MODESTO VALVERDE MARTINEZ | 56    | SI                |
| PSOE        | FRANCISCO JAVIER GARCIA MARTINEZ    | 56    | SI                |
| PSOE        | FRANCISCO REILLO ORERO              | 55    | NO                |
| PP          | GERARDO HERREROS HERREROS           | 58    | SI                |
| PP          | JUAN LUIS FERRER MORELL             | 58    | SI                |
| PP          | MARIA DOLORES SOCUELLAMOS GARCIA    | 56    | NO                |
| PP          | JESUS JAVIER FERNANDEZ HERREROS     | 51    | NO                |

2015
| CANDIDATURA | CANDIDATO/A                           | VOTOS | ELECCION CONCEJAL |
| ----------- | ------------------------------------- | ----- | ----------------- |
| PSOE        | FRANCISCO MODESTO VALVERDE MARTINEZ   | 86    | SI                |
| PSOE        | MARIA PILAR NAVARRO TEVAR             | 81    | SI                |
| PSOE        | ENRIQUE CARRION PEREZ                 | 81    | SI                |
| PSOE        | EUSEBIO MORENO MARZAL                 | 81    | SI                |
| PP          | RAUL ZAMORA SOCUELLAMOS               | 45    | SI                |
| PP          | CARLOS JAVIER CASTELLANOS SOCUELLAMOS | 40    | NO                |
| PP          | MARIA ESCALANTE ORELLANA              | 35    | NO                |
| PP          | GERARDO HERREROS HERREROS             | 35    | NO                |

2019
| CANDIDATURA        | CANDIDATO/A                            | VOTOS | ELECCION CONCEJAL |
| ------------------ | -------------------------------------- | ----- | ----------------- |
| OLMEDILLA Y FUTURO | Dña. Sandra Delgado Arévalo            | 55    | SI                |
| OLMEDILLA Y FUTURO | Dña. Isabel Herreros Parrilla          | 53    | SI                |
| PSOE               | Dña. María Pilar Navarro Tebar         | 51    | SI                |
| PSOE               | D. José Luis Serrano Saiz              | 51    | SI                |
| PSOE               | D. Enrique Carrión Pérez               | 49    | SI                |
| PSOE               | D. Eusebio Moreno Marzal               | 48    | NO                |
| OLMEDILLA Y FUTURO | D. Francisco Modesto Valverde Martínez | 47    | NP                |
| OLMEDILLA Y FUTURO | D. Francisco Javier García Martínez    | 46    | NO                |
| PP                 | Dña . María Mercedes Escobar Martínez  | 16    | NO                |
| PP                 | Dña. Francisca García Martínez         | 7     | NO                |

Datos extraídos de http://www.infoelectoral.mir.es/min/busquedaAvanzadaAction.html
|                                 |                                 |        |            |      |
| Candidaturas con representación | Candidaturas con representación | 2019   | 2019       | 2019 |
| Candidaturas con representación | Candidaturas con representación | %      | Concejales |      |
|                                 | (PSOE)                          | 41,88% | 3          |      |
|                                 | Olmedilla y Futuro(OYF)         | 42,4%  | 2          |      |

|                                 |                                 |       |            |      |
| Candidaturas con representación | Candidaturas con representación | 2015  | 2015       | 2015 |
| Candidaturas con representación | Candidaturas con representación | %     | Concejales |      |
|                                 | (PP)                            | 29,46 | 1          |      |
|                                 | Partido Socialista (PSOE)       | 63,57 | 4          |      |

|                                 |                                 |       |            |      |
| Candidaturas con representación | Candidaturas con representación | 2011  | 2011       | 2011 |
| Candidaturas con representación | Candidaturas con representación | %     | Concejales |      |
|                                 | Partido Popular (PP)            | 50,57 | 2          |      |
|                                 | (PSOE)                          | 49,43 | 3          |      |